# Енковцы (Лубенский район)
Енковцы (укр. Єнківці) — село, Биевецкий сельский совет, Лубенский район, Полтавская область, Украина.
Код КОАТУУ — 5322880703. Население по переписи 2001 года составляло 321 человек.
В Центральном государственном историческом архиве Украины в Киеве хранится метрическая книга села Енковцы 1730 года.

## Географическое положение
Село Енковцы находится на правом берегу реки Ольшанка,
выше по течению на расстоянии в 2 км расположено село Губское,
ниже по течению на расстоянии в 2 км расположено село Биевцы.

## Экономика
- ООО «Удай».[источник не указан 1665 дней]

## Объекты социальной сферы
- Клуб.[источник не указан 1665 дней]